# 因紐特衛星群

因紐特衛星群環繞土星公轉的動畫
土卫二十四·
土卫二十二·
土卫二十·
土卫二十九·
土衛五十二

因纽特群是与土星共享类似轨道的一组卫星群. 它们的半长轴区域在11至18 Gm之间, 轨道交角在44°至50°间, 离心率在0.15至0.48之间。這群衛星在早期觀測中，其特性顯得非常類似，衛星顯示淡紅色（顏色指數BV = 0.79和VR = 0.51，與Gallic衛星群相似）
该组卫星包括（距离土星由近至远）:
- S/2019 S 1
- 土卫二十四
- 土卫二十二
- 土卫二十
- S/2004 S 29
- S/2004 S 31
- 土卫五十二
- 土衛二十九

國際天文聯會(IAU) 将为该组卫星保留因纽特神话名。